# 科爾西尼
51°6′42″N 25°18′17″E / 51.11167°N 25.30472°E
科爾西尼（烏克蘭語：Корсині），是烏克蘭的村落，位於該國西部沃倫州，由盧茨克區負責管轄，面積0.45平方公里，海拔高度173米，2001年人口176，人口密度每平方公里391.11人。